# Bregava
Die Bregava (serbisch-kyrillisch Брегава; früher Vidošica) ist ein linker Nebenfluss der Neretva im Süden von Bosnien und Herzegowina. Sie entspringt am Südhang des Hrgud-Massivs wenige Kilometer östlich von Stolac aus einer Karstquelle und mündet nach 31 km bei Klepci in der Gemeinde Čapljina in die Neretva.

## Einzugsgebiet
Ihr Einzugsgebiet hat eine Fläche von 722,4 km². Es schließt auch das Dabarsko polje ein, ein topografisch vom Bregava-Tal getrenntes und höher gelegenes Polje mit einer Fläche von 32 km². Dieses funktioniert als Wassersammelbecken für die Quellen der Bregava bei Suhavići und Bitunja. Weiteres Wasser stammt aus dem 40 km östlich gelegenen Gatačko polje bei Gacko.
Vor dem Einbruch des Ponors von Biograd (Gemeinde Nevesinje) floss zudem auch das Wasser aus dem Nevesinjsko polje über die Bregava in die Neretva. Heute kommt es an der bekannten Buna-Quelle 20 km weiter nördlich ans Tageslicht.
Durch einen künstlich angelegten Tunnel wird Wasser aus dem Dabarsko polje über das Fatničko polje in das Becken der Talsperre von Bileća und damit in das Einzugsgebiet der Trebišnjica abgeführt.

### Entwicklung
Flussabwärts von Stolac verliert die Bregava durch an verschiedenen Stellen entstandene Schlucklöcher immer mehr Wasser an das südlich gelegene Sumpfgebiet Deransko blato, so dass der Fluss dort nur noch periodisch Wasser führt. Aufgrund der natürlichen Entwicklung in Karstgebieten wird das Bregava-Tal langfristig dauerhaft trockenfallen.

## Geschichte
Etwa 7 km westlich von Stolac wurden in der Höhle von Badanj in den Felswänden des Bregava-Tals steinzeitliche Felsmalereien gefunden.
Im Bosnienkrieg war das Tal ab 1993 schwer zwischen Bosniaken, Kroaten und Serben umkämpft; beinahe die gesamte Bevölkerung floh, wurde vertrieben oder kam ums Leben. Noch heute sind viele Dörfer fast oder gänzlich unbewohnt.

## Nutzung
Die Bregava ist einer der wenigen Nebenflüsse der Neretva, die auf ihrer ganzen Länge oberirdisch verlaufen und ermöglicht so im Raum um Stolac intensive Landwirtschaft. In der Stadt gibt es mehrere historische Steinbrücken über die Bregava. Flussabwärts gilt sie als periodisch fließendes Gewässer.
Der Basketballverein von Stolac nennt sich nach dem Fluss KK Iskra Bregava Stolac.